# Jeroným Pražský

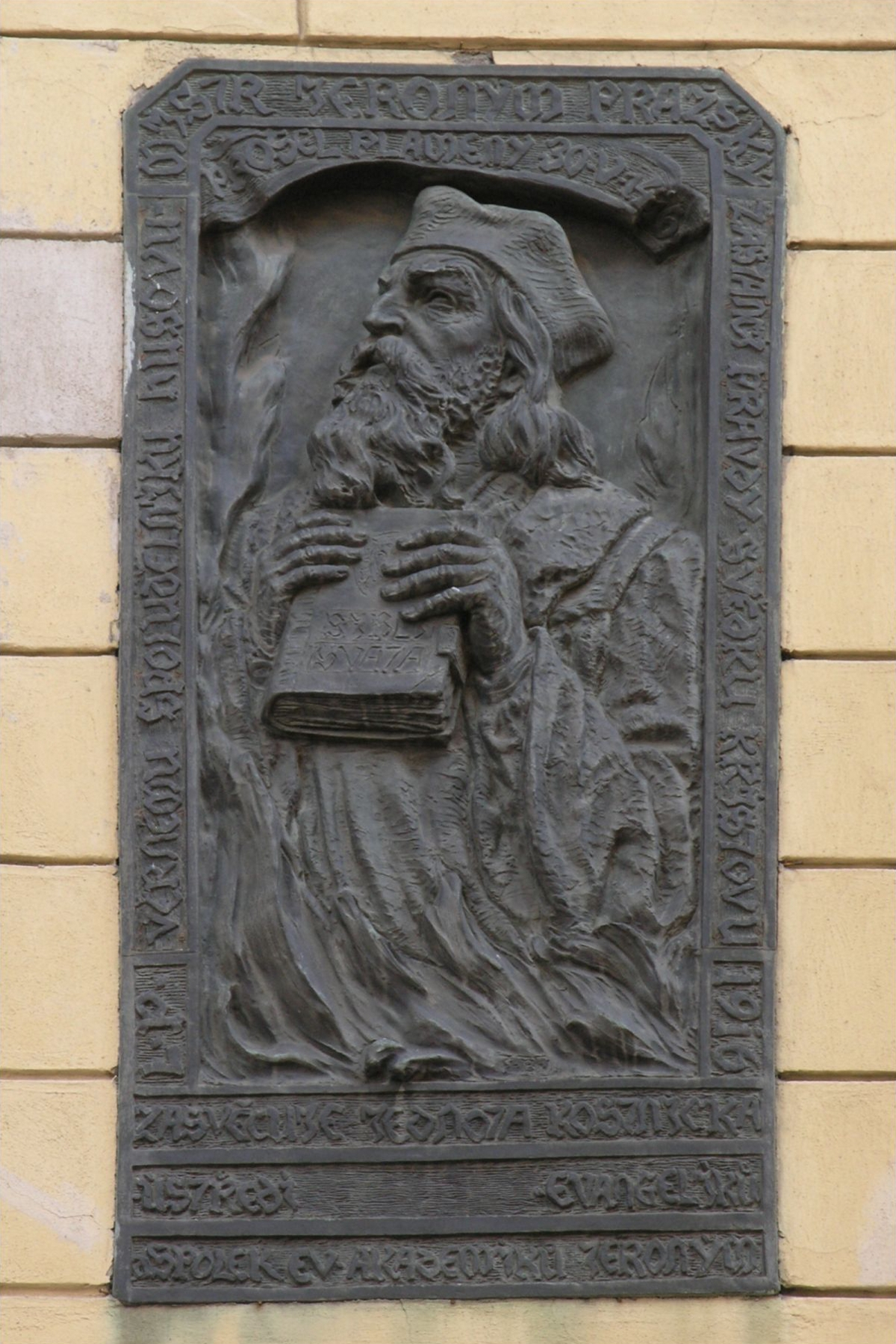
Pamětní deska v Praze, Řeznické ulici

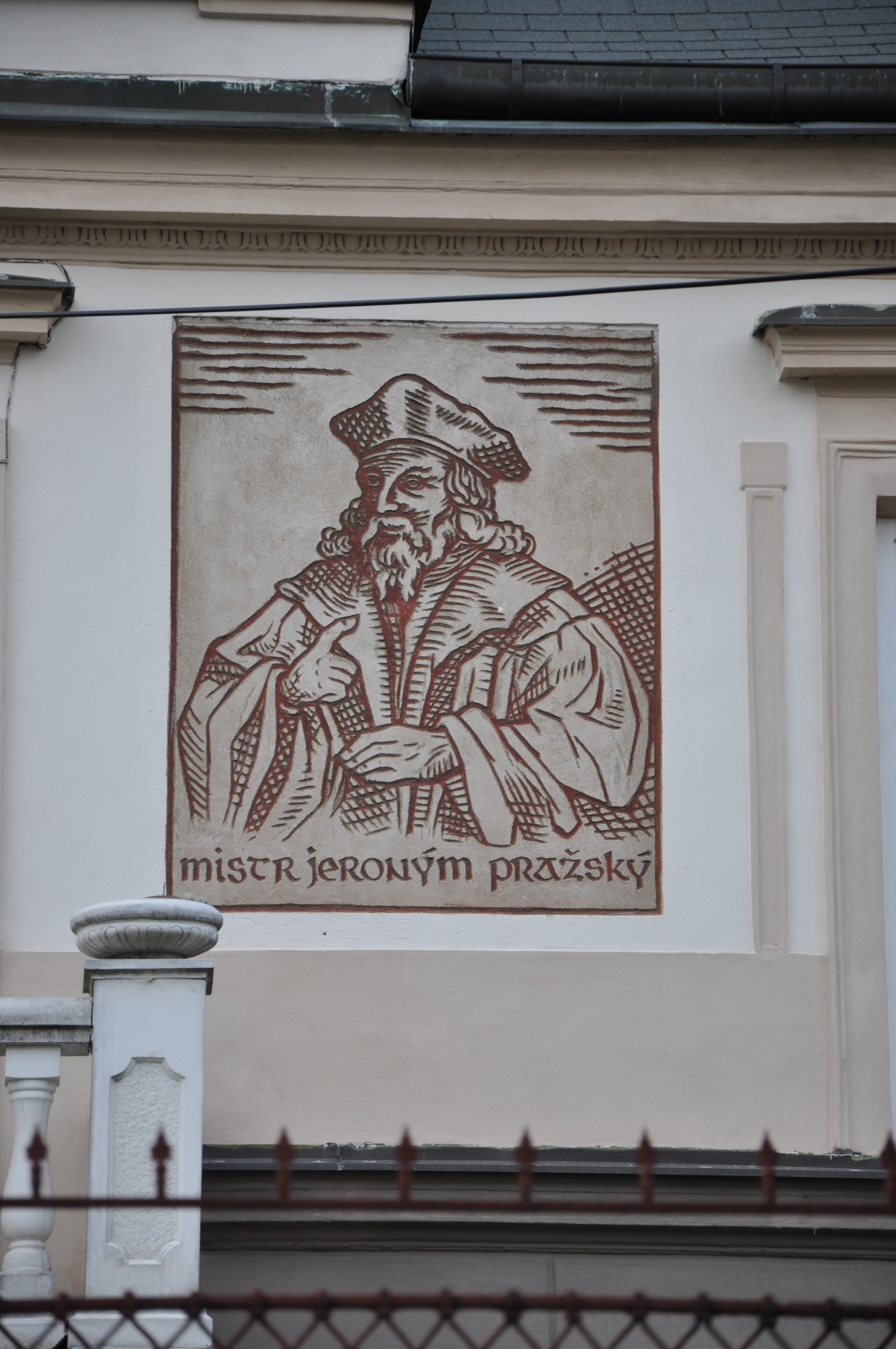
Vyobrazení Jeronýma Pražského v Havlíčkově Brodě

Jeroným Pražský (1377 nebo 1378 Praha – 30. květen 1416 Kostnice) byl český filozof a teolog. Byl upálen roku 1416 v německé Kostnici.
Stal se mistrem čtyř univerzit (pařížské, kolínské, heidelberské a pražské). Studoval i v Oxfordu a byl propagátorem myšlenek Jana Viklefa. Byl chráněncem a přítelem Jana Husa. Byl také nekonformním, výřečným rétorem a ve svém projevu uměl zaujmout posluchače. Neskrýval svou náklonnost k ženám. Skládal písně, ve kterých neváhal zesměšňovat své odpůrce (složil například později husitskou píseň „Slyšte rytieři boží“). Byl zastáncem realismu a kritikem modloslužebnictví.
V několika církvích je ctěn jako světec. 

## Život
Pocházel z Nového Města pražského. Při svých studiích na pražské univerzitě se seznámil s Janem Husem. V roce 1398 ukončil studium s titulem bakalář a odjel studovat do Oxfordu (jaro 1399 – únor 1401). Zde se naučil plynně anglicky a seznámil se blíže s učením anglického reformátora Jana Viklefa. Zajímal se o Lollardské hnutí. Po ukončení studia přivezl z Anglie Viklefovy spisy (opisy Dialogu a Trialogu).
Dne 19. března 1402 přijal v Praze jedno z nižších svěcení, tzv. akolytát. V roce 1403 využil příležitost a jako doprovod Filipa Louty z Dědic se vypravil přes Benátky, Krétu a Kypr do Palestiny a Jeruzaléma (Jeruzalém navštívil podruhé v roce 1408).
Roku 1404 nastoupil na pařížskou Sorbonnu, jež ovšem nebyla nakloněna reformním názorům a po svých disputacích ji v zimním semestru 1405/06 raději opustil. Seznámil se zde s celým Platónovým dílem, jež silně ovlivnilo jeho filozofický realismus. Po krátkém pobytu na univerzitě v Kolíně odplul do Heidelbergu, kde byl přijat za mistra 7. 4. 1406. Zde svými výroky urazil převládající nominalisty a byl suspendován ze všech akademických aktů. Jeho protest a činnost způsobily studentské bouře a rozkol na univerzitě (byla na něj podána žaloba u wormského biskupa Matouše z Krakova) a utekl do Prahy. Z prostředí Heidelberské univerzity později vzešlo doporučení k papežské kurii k obžalobě pražských reformistů z kacířství.
Od roku 1407 působil Jeroným na pražské univerzitě (v roce 1407 pobyl i v Oxfordu). Zde se zasazoval o zvýšení vlivu českého národa jak na univerzitě samotné, kde měl český univerzitní národ jeden hlas ze čtyř (dva měly národy „německé“ – saský a bavorský a jeden „polský“) a který byl stále více vytlačován nominalistickými mistry ostatních národů do pozadí, tak i v městských radách Nového Města pražského a Starého Města pražského. Spolu s Husem měl vliv na zvrácení poměrů v městských radách ve prospěch Čechů. Jeroným, díky svým schopnostem a kontaktům na královský dvůr (pocházel z dobře postavené rodiny), měl zásadní vliv na vznik Kutnohorského dekretu, který dal českému univerzitnímu národu tři hlasy a který po vypršení ultimáta v polovině května 1409 vedl asi 800 členů akademické obce z ostatních národů k opuštění univerzity a tím také k izolaci pražských reformistů.
| „ | Svatosvatý národ český má být ve své zemi hlavou a ne ocasem. | “ |

20. března 1410 měl Jeroným Pražský vystoupení v kapli Budínského hradu před uherským králem Zikmundem Lucemburským, kterým si ho chtěl naklonit pro politickou podporu pražských reformistů. Ten jej ale předal do rukou arcibiskupa Jana z Kaniszy, u něhož strávil 14 dní ve vězení. V roce 1410 byl obžalován pasovským arcibiskupstvím (pomocí Vídeňské univerzity) z kacířství a v domnění, že se zde bude moci na akademické půdě svobodně hájit, přijal pozvání a dobrovolně se dostavil do Vídně. Ovšem záhy se ukázalo, že jde pouze o zinscenovaný proces, který je předem rozhodnut. Odpřisáhl, že se do konce procesu z Vídně nevzdálí, ale okamžitě utekl zpátky do zemí Koruny české, kde z bezpečí Bítovského hradu napsal provokativní dopis do Vídně. Později byl v nepřítomnosti odsouzen ve všech bodech obžaloby a pro křivou přísahu (útěk) exkomunikován z církve (druhý nejtěžší trest v církvi).
Až do roku 1412 měla reformní skupina podporu krále Václava IV. Papež Jan XXIII. vyhlásil odpustky, které nebyly většinově přijímány (papežské schizma), někde dokonce zakázány. V českém království byly také odmítány, ale král k nim nezaujal stanovisko. 17. června 1412 vystoupil na univerzitě Jan Hus s extrémním odsouzením platnosti odpustkových bul a vyjádřil nesouhlas s panovníkem. Před radnicí Jeroným spolu s dalšími požadovali městské konšele o zákaz jejich prodeje. Celý měsíc Hus aktivně kritizoval odpustky ve svých veřejných vystoupeních. V ulicích Prahy docházelo ke střetům zradikalizovaných studentů s prodavači odpustků. Jeroným spolu se studenty připravil alegorický vůz, kde byl papež zobrazen jako nevěstka, oblečen do ženských šatů, a s kterým se vydali cestou kopírující každoroční procesí uctívání ostatků založené Karlem IV. Na Karlově náměstí pak manifestačně spálili papežské buly z vozu. Král měl na odpustcích finanční zájem, stejně jako na porážce krále Ladislava I. Neapolského, proti němuž byla vedena křížová výprava financovaná z odpustků. Prostřednictvím nově jmenovaných konšelů Starého Města pražského zahájil politiku vedoucí k potlačení pouličních nepokojů. 10. července 1412 byli zatčeni tři mladíci veřejně protestující proti odpustkům (Martin, Jan a Stašek) a následně byli na rohu Staroměstského náměstí a dnešní Železné ulice popraveni. Ze smutečního průvodu se stala masová demonstrace a mladíci byli pohřbeni v Betlémské kapli, kde je Jeroným prohlásil svatými mučedníky. I nadále se svými příznivci demonstroval proti odpustkům.
V březnu 1413 na pozvání polského krále Vladislava II. (po předchozích doporučeních blízkých šlechticů) navštívil královský dvůr v Krakově jako vyslanec českého krále a některých šlechticů. Měl vyjednat podporu pro České království v případě napadení (polský král předtím dostal podporu proti Řádu německých rytířů), ale jeho veřejně vyjadřované filozofické názory způsobily pohoršení, a tak jeho mise skončila neúspěchem. V dubnu na pozvání knížete Vitolda vyrazil do Litvy, kde převládalo pravoslaví. Měl přání poznat zvláštnosti bohoslužby a zdali by zde našel pochopení a podporu pro své myšlenky. Seznámil se zde s přijímáním pod obojí v praxi (možná po příjezdu inspiroval Jakoubka ze Střibra). Z této cesty (a z Jeronýmovy částečné změny životních návyků po návratu) byla později odvozena teorie o Jeronýmově konverzi k pravoslaví, což otevřelo cestu k tomu, že začal být v české pravoslavné církvi uctíván jako světec a mučedník.
Přes varování se v utajení vydal na Kostnický koncil, ale v květnu 1415 jej uvrhli do žaláře a byl souzen. Byl upálen na stejném místě jako Hus necelý rok po Husově popravě.

### Kostnický koncil

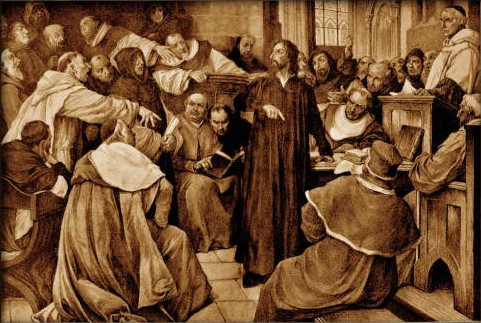
Věnceslav Černý (1865-1936) - Jeroným na sněmu kostnickém

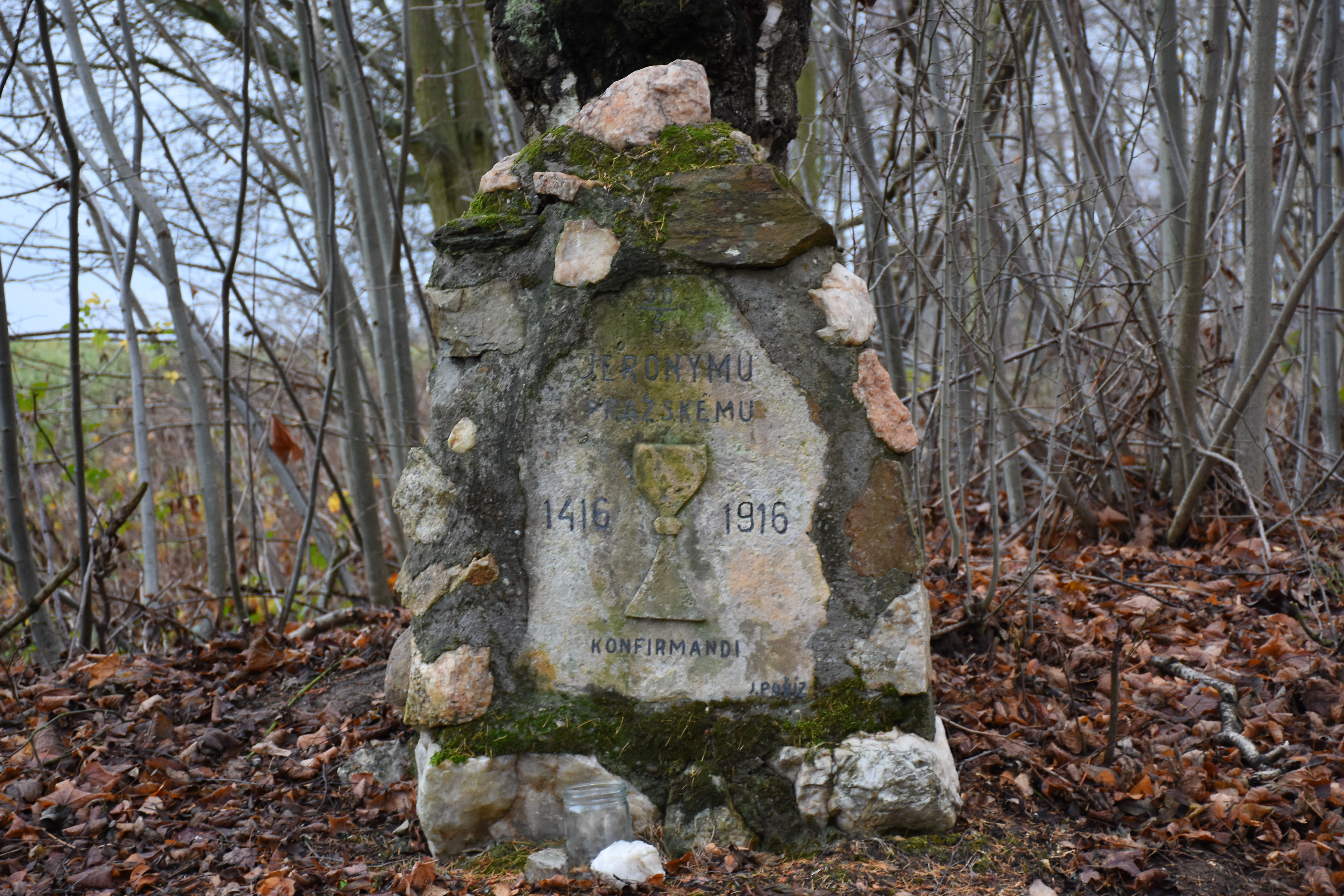
Památník (Opatovice u Zbýšova)

Jeroným Pražský přijel do Kostnice 4. dubna 1415, aby podpořil Jana Husa (ač ten přes Křišťana z Prachatic do Čech vzkazoval, aby zejména Jeroným do Kostnice nejezdil, neboť mu bylo jasné, že by se ocitl ve smrtelném nebezpečí). Přijel bez pozvání a neoficiálně, o jeho identitě věděli v tu chvíli jen páni z Chlumu a z Dubé, kteří naléhali, aby ihned odjel. 7. dubna však Jeroným přibil na dveře kostnických kostelů a radnice letáky v latině, němčině a češtině, kterými se ohlásil králi i koncilu a žádal o veřejné slyšení. Pak se pro jistotu ukryl, neboť si nebyl jistý reakcí koncilu. Ta nebyla příznivá, proto Jeroným město opustil a prchal do Čech. 18. dubna koncil vydal na Jeronýma zatykač. 25. dubna byl zatčen v Hiršavě, nedaleko českých hranic, a 23. května byl v okovech přiveden do Kostnice.
Na základě žaloby Michala de Causis byl uvržen do těžkého žaláře. Po 11 dnech zde vážně onemocněl, věznění mu pak bylo zmírněno. Byl často vyslýchán a nucen zříct se učení Viklefova a Husova. Po naléhání kardinála Zabarelly tak Jeroným 11. září ve shromáždění čtyř národů v biskupském kostele učinil. 23. září toto prohlášení udělal před koncilem a aby doložil upřímnost odvolání, nežádal propuštění na svobodu. Vězení mu ale bylo od té doby velmi zlidštěno. Tím si však nezachránil život, jak doufal. Zatímco zahraničním účastníkům koncilu (kardinálové Petr z Aliaku, Zabarella, Jordán Orsini aj.) Jeronýmovo ponížení stačilo, byli to paradoxně čeští účastníci koncilu (např. Štěpán z Pálče a Michal de Causis), kteří naléhali na obnovení procesu s tím, že Jeronýmovo odvolání jistě není upřímné.
Kvůli jejich tlaku tak byl proces 24. února 1416 obnoven. Bylo předloženo 107 článků, na nichž bylo dokladováno Jeronýmovo kacířství. 23. května se mu dostalo veřejného slyšení. Mezi soudci zasedl i Florenťan Poggio Bracciolini, který popsal průběh líčení v barvité zprávě. Ukazuje, že Jeroným zřejmě již pochopil, že nemá šanci na záchranu a choval se velmi statečně, filozoficky obratně, ba vtipně. Například když byl obviněn z učení remanence (učení o tom, že hostie zůstává chlebem a nestává se při rituálu mše Kristovým tělem), na výkřik „Však praví, žes ty řekl, že i po posvěcení zůstává chléb“, prý Jeroným odpověděl: „U pekaře, arci!“.
Proces trval pět dní. Na závěr Jeroným pronesl rozsáhlou řeč, v níž shrnul svou filozofii, odmítl odvolat údajné bludy a navíc se zastal i učení Husova a odsoudil jeho nespravedlivý ortel. Uvedl také, že klidně podstoupí jakoukoli smrt. Dostal pak dva dny na rozmyšlenou, kdy mu byly nabízeny různé kompromisy. Stejně jako Hus však odmítl.
| „                    | A nakonec připojil, že všechny jeho hříchy nehryžou jeho svědomí tolik jako onen hřích... když ve svém odvolání nespravedlivě mluvil proti onomu dobrému a svatému muži mistru Janu Husovi a jeho učení a zvláště když souhlasil s jeho nespravedlivým odsouzením. A uzavřel, že nadobro odvolává ono odvolání, které učinil na zlořečené stolici, a pravil, že to učinil ze strachu před smrtí a pro malomyslnost svého ducha. | “ |
| — Vavřinec z Březové | |   |

Na 21. valném shromáždění koncilu byl odsouzen k trestu smrti a 30. května 1416 byl upálen na stejném místě jako Hus. Podle Braccioliniho se do posledních okamžiků života choval velice statečně. Jeho popel byl vhozen do Rýna stejně jako Husův.
S čelem jasným a veselým, s tváří nadšenou šel na smrt, nezalekl se ohně, ani těch muk, ani smrti. Nikdy nikdo ze stoiků nepodstoupil smrt s duchem tak neochvějným a tak neohroženým, jako tento se zdál toužiti po ní. Když přišel na místo popravy, sám se svlékl ze šatů. Pak padl na kolena a kleče se modlil krátce před kůlem, k němuž byl přivázán. Nejprve byl ke kůlu připoután mnohými provazy, pak řetězem, nah. Potom byl obložen dřevem až po prsa, ne drobným, ale hrubým, promíchaným slámou. A když zapálili, jal se zpívati jakýsi hymnus, ten však byl přerušen dýmem a ohněm. Toto však jest nejzřetelnější známkou pevnosti jeho ducha: když chtěl kat zapáliti oheň zezadu, aby ho neviděl, pravil: „Sem přistup, a před mou tváří zapal oheň; vždyť kdybych se ho byl bál, nikdy bych byl nepřišel na toto místo, jemuž jsem mohl uniknouti.“ Tak zahynul muž, krom víry znamenitý.
Poggio Bracciolini, Dopis o smrti mistra Jeronýma Pražského,  úryvek

## Úcta

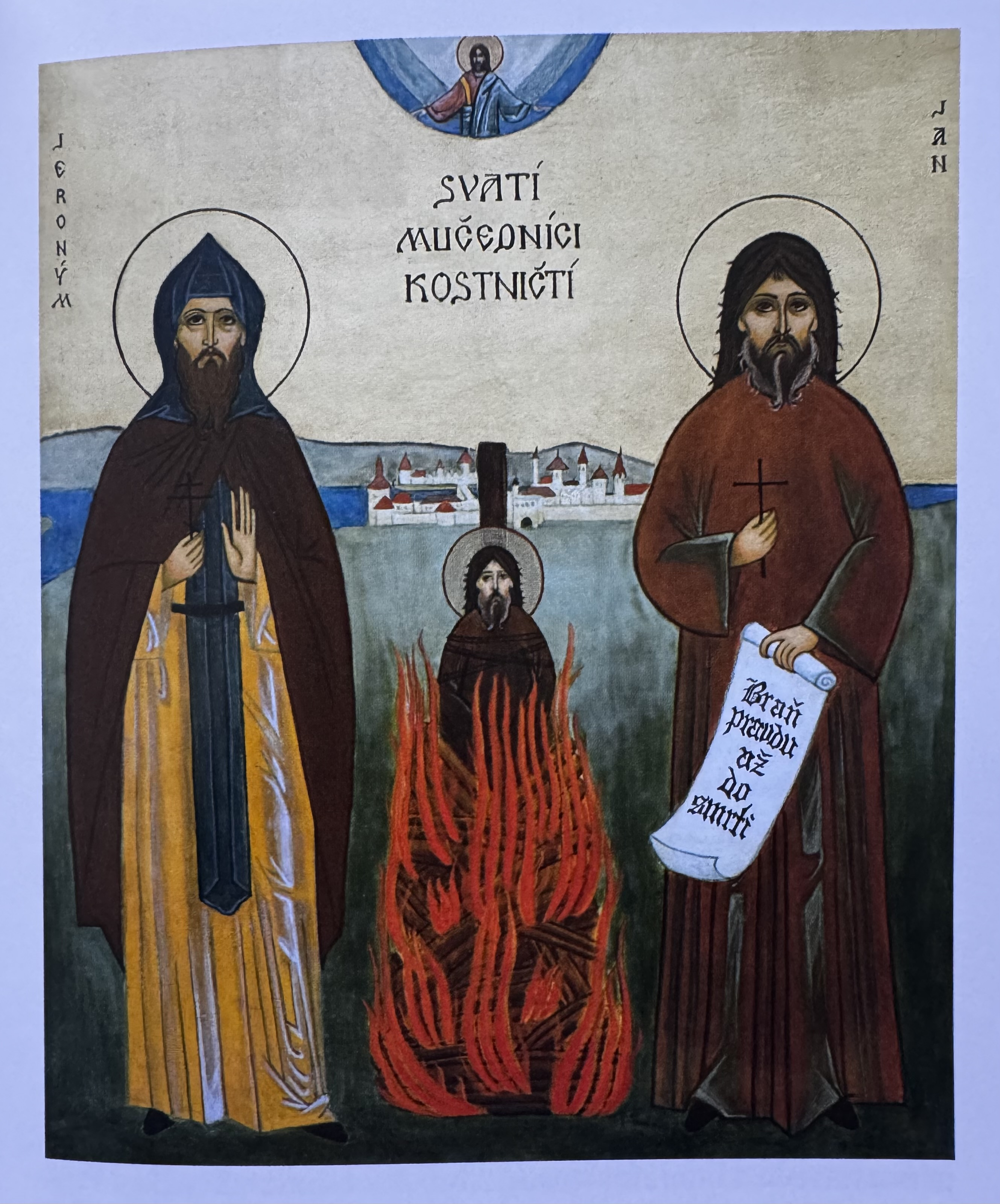
Pravoslavná ikona svatých Jeronýma Pražského a Jana Husa

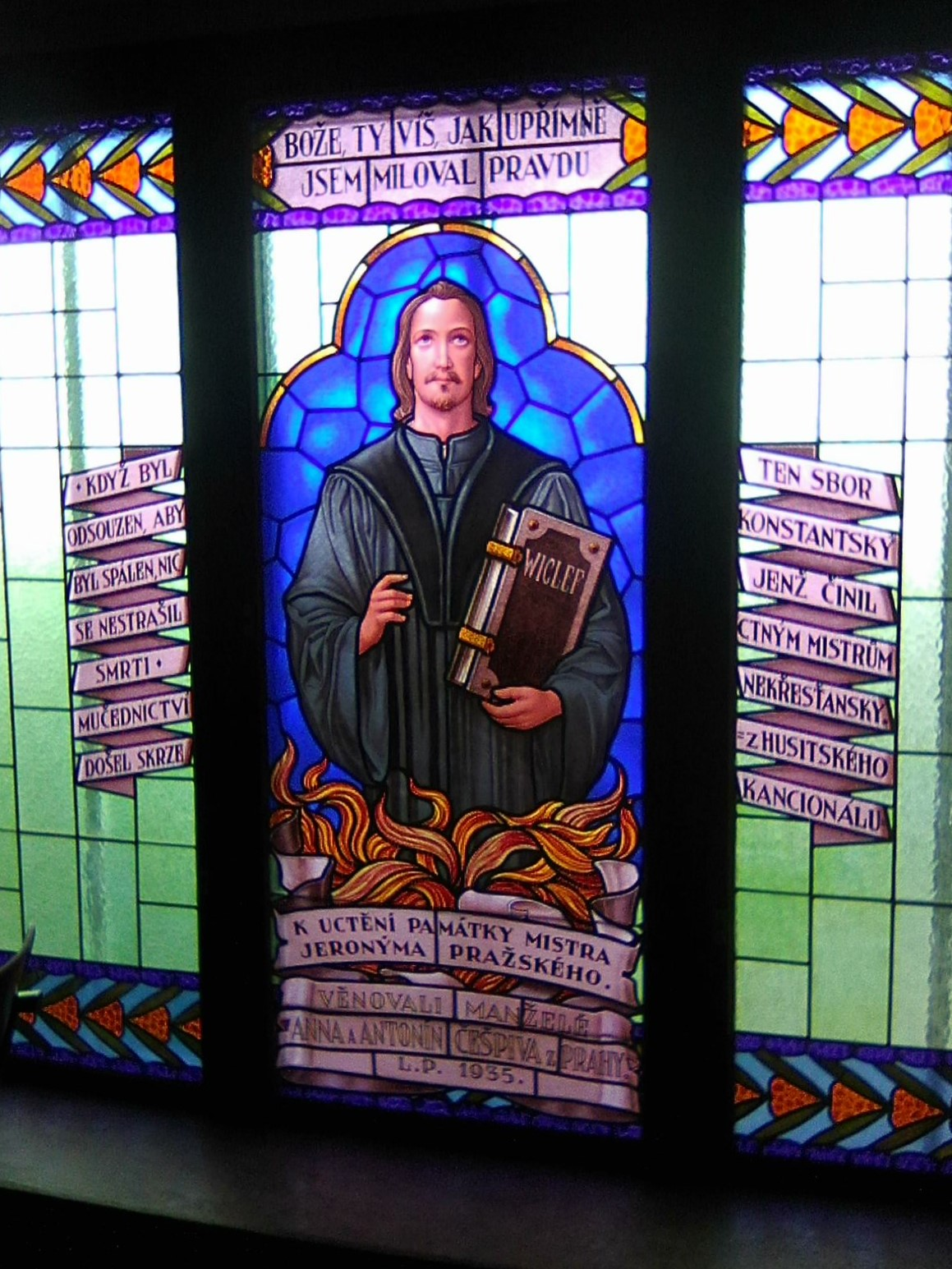
Husův sbor (Vinohrady)

Kostnické události vyvolaly v českých zemích hlubokou úctu nejen k mistru Janu Husovi, ale i k mistru Jeronýmovi Pražskému. Oba byli považováni za mučedníky a v husitských Čechách byli utrakvistickou církví uctíváni jako světci. Jejich jména byla zařazena do kalendáře a od roku 1416 byla jejich památka slavena společně vždy 6. července, a to až do roku 1621; v některých venkovských místech přežívala i déle. Již v předbělohorské době se sice Habsburkové pokusili několikrát tento svátek z kalendáře vypustit (1585, 1603), k jeho definitivnímu odstranění z kalendáře však došlo z nařízení císaře Ferdinanda II. až po bitvě na Bílé hoře. Aby společný svátek Husův a Jeronýmův nemohli věřící v chrámech slavit, bývaly 6. července kostely zavřeny, a to počínaje již dnem 6. 7. 1622.
V moderní době považuje mistra Jeronýma Pražského za mučedníka a svědka Páně Církev československá husitská. Jeho památku si připomíná každoročně 30. května, tj. v den, kdy byl v roce 1416 upálen. Jako světce a mučedníka ho ctí a jeho svátek slaví česká církev starokatolická a pravoslavná.